# Edoardo De Angelis
Edoardo De Angelis (Nápoles, 31 de agosto de 1978) es un director de cine y guionista italiano.

## Biografía
En 2006 se graduó en dirección en el Centro Experimental de Cine. En 2011, hizo su primer largometraje Mozzarella Stories. El director serbio Emir Kusturica en una entrevista concedida a Il Venerdì di Repubblica llamó a Edoardo De Angelis un «talento visionario».

## Filmografía
- Historias_de_mozzarella (2011)
- Pérez. (2014)
- Indivisibles (2016)
- El vicio de la esperanza (2018)
- Comandante (2023)